# Перепис населення УРСР (1959)
Перепис населення УРСР 1959 року — перший повоєнний перепис населення в Україні. Згідно з результатами перепису, в УРСР мешкало 41 869 046 осіб, з них:
- 32 158 493 чол. — українці (76,81 %)
- 7 090 813 — росіяни (16,94 %)
- 840 311 — євреї (2,01 %)
- 363 297 — поляки (0,87 %)
- 290 890 — білоруси (0,69 %).

Найбільший відсоток українців був у Тернопільській області (94,89 %), найменший — у Кримській (22,28 %).